# ميك برايس
ميك برايس (بالإنجليزية: Mick Price)‏ هو لاعب سنوكر بريطاني، ولد في 2 يونيو 1966 في نانيتون ‏ في المملكة المتحدة.

## روابط خارجية
- ميك برايس على موقع CueTracker.net (الإنجليزية)